# افسانه ماردوش
افسانهٔ ماردوش نام یک مجموعه پویانمایی سه قسمتی به کارگردانی حسین مرادی‌زاده بر اساس داستان‌های شاهنامه فردوسی است. فیلم‌نامه این مجموعه را فریدون دانشمند بر عهده داشته است. تولید این مجموعه به تهیه‌کنندگی مرکز پویانمایی صبا از سال ۱۳۸۲ تا ۱۳۸۶ بوده‌است. این اثر براساس تکنیک تک‌فرم عروسکی ساخته شده و عظیم‌ترین فیلم عروسکی ایران است.
به باور احسان رضایی، نویسنده روزنامه اعتماد، پس از این انیمیشن عروسکی که در دهه هشتاد ساخته شد، در دهه بعدی توجه سینمای ایران به داستان‌های شاهنامه شتاب بیشتری گرفت. در سال‌های دهه نود چندین پویانمایی با موضوع شاهنامه ساخته شد که نقطه اوج آن با آخرین داستان ساخته اشکان رهگذر مشخص گشت که در سال ۱۳۹۸، اکران شد.

## قسمت‌ها
| قسمت | عنوان       | کارگردان       | نویسنده        | سرپرست گویندگان | سال  | مدت(دقیقه) |
| ---- | ----------- | -------------- | -------------- | --------------- | ---- | ---------- |
| یکم  | جام جهان‌بین | حسین مرادی‌زاده | فریدون دانشمند | سعید مظفری      | ۱۳۸۲ | ۶۸         |

قسمت نخست این مجموعه با نام «جام جهان‌بین»، ابتدا به روایت پیشینه ایرانیان تا پادشاهی طهمورث، سومین پادشاه پیشدادی می‌پردازد. سپس داستان به پادشاهی جمشید، پسر طهمورث می‌پردازد. که در آغاز با کارشکنی‌های اهریمن بد‌اندیش رو‌به‌رو می‌شود. او پس از راهنمایی گرفتن از شهرسپ نیک‌اندیش با هفت تن از یاران خود به جنگ با اهریمن می‌رود تا با یافتن و ستاندن جام جهان‌بین که در دست اهریمن است، چشم جهان‌بینی او را کور کند. هفت پهلوان راهی سفری دراز و پر ماجرا می‌شوند و در نهایت جمشید موفق می‌شود جام جهان‌بین را به دست بیاورد.
| قسمت | عنوان   | کارگردان       | نویسنده        | سرپرست گویندگان | سال  | مدت(دقیقه) |
| ---- | ------- | -------------- | -------------- | --------------- | ---- | ---------- |
| دوم  | آژی‌دهاک | حسین مرادی‌زاده | فریدون دانشمند | سعید مظفری      | ۱۳۸۴ | ۱۰۶        |

در قسمت دوم با نام «آژی‌دهاک» ادامه پادشاهی جمشید روایت می‌شود. او با به‌کارگیری جام جهان‌بین به راز وجود زر و سیم و جواهرات پی می‌برد و چنان به شکوه و بزرگی می‌رسد که جهان‌آفرین را فراموش می‌کند و دچار تکبر می‌شود. در مقابل داستان ضحاک فرزند ناخلف مرداس روایت می‌شود. ضحاک فریب اهریمن را می‌خورد و پدرش را به قتل می‌رساند. اهریمن در کالبد جوانی آشپز بر شانه‌های او بوسه می‌زند و با رویاندن دو مار شیطانی، ضحاک را بنده خود می‌کند. جمشید مغرورانه به دنبال چشمه آب زندگانی با ضحاک پدرکش رو‌به‌رو می‌شود و به دلیل از دست دادن فره ایزدی، در نبرد با او شکست می‌خورد و ایران‌زمین به چنگ نیروی اهریمنی ضحاک می‌افتد.
| قسمت | عنوان       | کارگردان       | نویسنده        | سرپرست گویندگان | سال  | مدت(دقیقه) |
| ---- | ----------- | -------------- | -------------- | --------------- | ---- | ---------- |
| سوم  | نبرد فریدون | حسین مرادی‌زاده | فریدون دانشمند | سعید مظفری      | ۱۳۸۶ | ۱۰۰        |

قسمت سوم و پایانی مجموعه با نام «نبرد فریدون» دوران فرمانروایی ضحاک بر ایران‌زمین را نشان می‌دهد؛ جایی که ضحاک هر روز مغز دو جوان ایرانی را خوراک مارهای سیاهش می‌کند. شبی ضحاک در خواب خود جوانی پهلوان را می‌بیند که بر گردن وی کمند افکنده و او را به دنبال خود می‌کشاند. خواب‌گزاران ضحاک در تعبیر خواب او می‌گویند که تقدیر چنین است که روزی پسری فرهمند از تبار جمشید، تاج و تخت را از او بازپس می‌گیرد و او را مجازات می‌کند. ضحاک سخت در وحشت می‌شود و فرمان قتل‌عام تمام نوزادان پسر را در ایران می‌دهد. اما فریدون پسر فرانک و آبتین جان سالم به در می‌برد و خارج از شهر در البرز کوه مخفیانه بزرگ می‌شود. پس از ۱۸ سال، فریدون جوان با یاری دیگر جوانان ایران‌زمین که از چنگال ضحاک گریخته‌اند، بر علیه او قیام می‌کند و مردم به رهبری کاوه آهنگر نیز بدو می‌پیوندند. فریدون در نبرد موفق به شکست ضحاک می‌شود اما به سفارش شهرسپ او را نمی‌کشد و برای عبرت سایر ستمگران تاریخ او را تا ابد در کوه دماوند به زنجیر می‌کشد.

## شخصیت‌ها
| قسمت | ترتیب          | نام شخصیت      | نسب                                       | معرفی                                                             | حضور در قسمت(های) |
| ---- | -------------- | -------------- | ----------------------------------------- | ----------------------------------------------------------------- | ----------------- |
| یکم  | ۱              | زادشم          | پسر جمشید                                 | شاهپور و فرمانده سپاه ایران (در قسمت دوم)                         | ۱، ۲ و ۳          |
| یکم  | ۲              | به‌آفرید        | همسر جمشید                                | شهبانوی ایران                                                     | ۱ و ۲             |
| یکم  | ۳              | یازاردشیر      | –                                         | مشاور جمشید                                                       | ۱، ۲ و ۳          |
| یکم  | ۴              | شهرناز         | دختر جمشید                                | شاهدخت ایران و کنیز ضحاک (از قسمت دوم)                            | ۱، ۲ و ۳          |
| یکم  | ۵              | ارنواز         | دختر جمشید                                | شاهدخت ایران و کنیز ضحاک (از قسمت دوم)                            | ۱، ۲ و ۳          |
| یکم  | ۶              | جمشید          | پسر تهمورث                                | چهارمین پادشاه ایران                                              | ۱ و ۲ و ۳         |
| یکم  | ۷              | کلاهور         | –                                         | دهخدا                                                             | ۱                 |
| یکم  | ۸              | فرود           | –                                         | کشاورز                                                            | ۱ و ۲             |
| یکم  | ۹              | شهرسب نیک‌اندیش | –                                         | پیشگو و بزرگِ کاتوزیان البرز                                       | ۱ و ۳             |
| یکم  | ۱۰             | کوشیار         | –                                         | پهلوان هیزم‌شکن و از یاران جمشید                                   | ۱ و ۲             |
| یکم  | ۱۱             | روشنک          | –                                         | پهلوان و همسر کوشیار                                              | ۱، ۲ و ۳          |
| یکم  | ۱۲             | کوهیار         | –                                         | تیزچشم‌ترین مرد و از یاران جمشید                                   | ۱ و ۲             |
| یکم  | ۱۳             | آبتین          | پسر تهمورث و برادر جمشید                  | پهلوان سنگ‌شکن، از یاران جمشید و سپهسالار ارتش ایران (در قسمت دوم) | ۱ و ۲             |
| یکم  | ۱۴             | کیانوش         | پسر آبتین و برادر فریدون                  | پهلوان و شاگرد کاوه                                               | ۱، ۲ و ۳          |
| یکم  | ۱۵             | پُرمایه         | پسر آبتین و برادر فریدون                  | پهلوان و شاگرد کاوه                                               | ۱، ۲ و ۳          |
| یکم  | ۱۶             | فرانک          | –                                         | همسر آبتین و مادر فریدون                                          | ۱، ۲ و ۳          |
| یکم  | ۱۷             | کاوه           | –                                         | پهلوان آهنگر و از یاران جمشید                                     | ۱، ۲ و ۳          |
| یکم  | ۱۸             | روزبه          | –                                         | پزشک و از یاران جمشید                                             | ۱، ۲ و ۳          |
| یکم  | ۱۹             | لوری           | –                                         | خوش‌آهنگ‌ترین چنگ‌نواز و از یاران جمشید                              | ۱ ، ۲ و ۳         |
| یکم  | ۲۰             | سرکرده چاچی    | –                                         | پهلوان پنچه‌انداز                                                  | ۱                 |
| یکم  | ۲۱             | بازور برف‌ساز   | –                                         | دیو برفی                                                          | ۱                 |
| یکم  | ۲۲             | اهریمن         | –                                         | بداندیش، دشمن جهان‌آفرین و مردم                                    | ۱، ۲ و ۳          |
| دوم  |                |                |                                           |                                                                   |                   |
| ۲۳   | ضحاک           | پسر مرادس      | بنده اهریمن، ماردوش و پنجمین پادشاه ایران | ۲ و ۳                                                             |                   |
| ۲۴   | کندرو          | –              | مشاور مرداس و ضحاک                        | ۲ و ۳                                                             |                   |
| ۲۵   | مرداس          | –              | پدر ضحاک و پادشاه دشت نیزه‌وران            | ۲                                                                 |                   |
| ۲۶   | پیرمرد شکم‌باره | –              | از شمایل اهریمن                           | ۲                                                                 |                   |
| ۲۷   | پیره‌زن نابینا  | –              | از شمایل اهریمن                           | ۲                                                                 |                   |
| ۲۸   | آشپز جوان      | –              | از شمایل اهریمن                           | ۲                                                                 |                   |
| ۲۹   | فروهر آهنگر    | –              | شاگرد کاوه آهنگر                          | ۲                                                                 |                   |
| ۳۰   | طبیب مارگیر    | –              | از شمایل اهریمن                           | ۲                                                                 |                   |
| ۳۱   | دیو اروند      | –              | نگهبان اروندرود                           | ۲ و ۳                                                             |                   |
| ۳۲   | قَشقَر           | –              | بنده ضحاک                                 | ۲                                                                 |                   |
| سوم  |                |                |                                           |                                                                   |                   |
| ۳۳   | شاهوی تنها     | –              | پیرمرد بیشه اسپروز و صاحب بَرمایه          | ۳                                                                 |                   |
| ۳۴   | قارن           | پسر کاوه       | پهلوان آهنگر                              | ۳                                                                 |                   |
| ۳۵   | قباد           | پسر کاوه       | پهلوان آهنگر                              | ۳                                                                 |                   |
| ۳۶   | ارمایل         | –              | از کاتوزیان البرز و آشپزان ضحاک           | ۳                                                                 |                   |
| ۳۷   | گرمایل         | –              | از کاتوزیان البرز و آشپزان ضحاک           | ۳                                                                 |                   |
| ۳۸   | هَژیر           | –              | از یاران فریدون                           | ۳                                                                 |                   |
| ۳۹   | زَهیر           | –              | فرمانده ارتش ضحاک                         | ۳                                                                 |                   |
| ۴۰   | میلاد          | پسر کاوه       | پهلوان آهنگر                              | ۳                                                                 |                   |
| ۴۱   | فرهاد          | پسر کاوه       | پهلوان آهنگر                              | ۳                                                                 |                   |

## گویندگی
- سرپرست گویندگان: سعید مظفری
- صداگذاری و ترکیب صدا: محمدحسین ذاکری
- راوی: ناصر احمدی

| ترتیب | گوینده          | شخصیت                                                   | ترتیب | گوینده           | شخصیت             |
| ----- | --------------- | ------------------------------------------------------- | ----- | ---------------- | ----------------- |
| ۱     | آبتین ممدوح     | کیانوش (قسمت ۳) و ارمایل و فرود (قسمت ۳)                | ۱۸    | شهروز ملک‌آرایی   | فرود و اهریمن     |
| ۲     | ابراهیم شفیعی   | شاهو و هژیر                                             | ۱۹    | علیرضا باشکندی   | یازاردشیر         |
| ۳     | امیر منوچهری    | زادشم (قسمت ۳) و پرمایه                                 | ۲۰    | فریبا رمضان‌پور   | به‌آفرید           |
| ۴     | اسفندیار مهرتاش | دهخدا                                                   | ۲۱    | فرزاد شمشیرگران  | –                 |
| ۵     | امیر عطرچی      | گرمایل                                                  | ۲۲    | کتایون اعظمی     | روشنک (از قسمت ۲) |
| ۶     | تورج مهرزادیان  | کاوه (از قسمت ۲)                                        | ۲۳    | کریم بیانی       | زادشم (قسمت ۲)    |
| ۷     | جواد پزشکیان    | کلاهور و بازور                                          | ۲۴    | کوروش فهیمی      | دهقان‌ها           |
| ۸     | حسین عرفانی     | جمشید                                                   | ۲۵    | محمدعلی دیباج    | ضحاک              |
| ۹     | حسن کاخی        | کاوه و قباد و میلاد و آبتین (از قسمت ۱) و لوری (قسمت ۳) | ۲۶    | مریم رادپور      | فرانک             |
| ۱۰    | خسرو شمشیرگران  | شهرسب و آبتین (قسمت ۳)                                  | ۲۷    | مجتبی شمش        | کندرو             |
| ۱۱    | رزیتا یاراحمدی  | زادشم و کیانوش (قسمت ۱) و کودکی فریدون                  | ۲۸    | منوچهر زنده‌دل    | کوشیار            |
| ۱۲    | سعید شیخ‌زاده    | لوری (قسمت ۱)                                           | ۲۹    | مریم نوری درخشان | شهرناز            |
| ۱۳    | سیامک اطلسی     | روزبه (قسمت ۳)                                          | ۳۰    | میثم نیکنام      | سرکرده چاچی       |
| ۱۴    | سحر اطلسی       | ارنواز                                                  | ۳۱    | مجید صیادی       | قارن              |
| ۱۵    | سعید مظفری      | طبیب                                                    | ۳۲    | مهناز آبادیان    | روشنک (قسمت ۱)    |
| ۱۶    | سمیه موسوی      | پُرمایه                                                  | ۳۳    | ناصر نظامی       | کوهیار            |
| ۱۷    | شایان شاهبیاتی  | روزبه (از قسمت ۱)                                       | ۳۴    | ولی‌الله مؤمنی    | قشقر              |

## جوایز
مجموعه افسانه ماردوش از زمان پخش جوایز بسیاری را کسب کرده است:
- تندیس نقره‌ای در بخش بهترین فضاسازی از پنجمین جشنواره پویانمایی تهران به کارگردان در سال ۱۳۸۵.[۶]
- تندیس سرو طلایی در بخش بهترین موسیقی از نخستین جشنواره تلویزیونی جام جم در سال ۱۳۹۰.[۷]
- تندیس سرو طلایی در بخش ویژه برای بهترین کارگردانی از نخستین جشنواره تلویزیونی جام جم در سال ۱۳۹۰.[۷]
- نامزد بهترین طراحی لی‌اوت و ترکیب‌بندی پویانمایی برای عبدالعزیز درویشی، ابراهیم وطن‌پرست و معین صمدی، بهترین دوبله پویانمایی برای سعید مظفری و بهترین اثر پویانمایی بلند، مجموعه و مجموعه تلویزیونی در نخستین جشنواره تلویزیونی جام جم در سال ۱۳۹۰.[۸]
- نامزد بهترین فیلم، بهترین کارگردانی، بهترین انیماتور و بهترین دستاورد فنی-هنری در بخش پویانمایی دومین جشنواره بین‌المللی فیلم ویدئویی یاس در سال ۱۳۹۳.[۹]